# Some Gave All
Some Gave All (englisch für „manche gaben alles“) ist das Debütalbum des US-amerikanischen Country-Sängers Billy Ray Cyrus. Es erschien am 19. Mai 1992 über das Label Mercury Records. Mit rund 20 Millionen verkauften Exemplaren zählt es zu den weltweit meistverkauften Musikalben.

## Produktion
Some Gave All wurde von den US-amerikanischen Musikproduzenten Joe Scaife und Jim Cotton produziert. Als Autoren der Songs fungierten neben Billy Ray Cyrus verschiedene Songwriter.

## Covergestaltung
Das Albumcover zeigt Billy Ray Cyrus, der eine Jeansjacke trägt und den Betrachter ansieht. Links im Bild befinden sich die Schriftzüge Billy Ray Cyrus und Some Gave All in Rot und Schwarz. Im Hintergrund ist grauer Himmel zu sehen.

## Titelliste
| #  | Titel                                   | Länge |
| -- | --------------------------------------- | ----- |
| 1  | Could’ve Been Me                        | 3:44  |
| 2  | Achy Breaky Heart                       | 3:23  |
| 3  | She’s Not Cryin’ Anymore                | 3:25  |
| 4  | Wher’m I Gonna Live?                    | 3:29  |
| 5  | These Boots Are Made for Walkin’        | 2:47  |
| 6  | Someday, Somewhere, Somehow             | 3:47  |
| 7  | Never Thought I’d Fall in Love with You | 3:41  |
| 8  | Ain’t No Good Goodbye                   | 3:22  |
| 9  | I’m So Miserable                        | 3:59  |
| 10 | Some Gave All                           | 4:05  |

## Kommerzieller Erfolg

### Chartplatzierungen und Singles
Some Gave All erreichte Platz eins der US-amerikanischen Albumcharts, auf dem es sich 17 Wochen lang hielt. Insgesamt konnte es sich 97 Wochen in den Top 200 halten. In Deutschland belegte es Rang 48 und hielt sich zehn Wochen in den Charts. Zudem erreichte das Album unter anderem die Chartspitze in Australien, Position zwei in Neuseeland, Platz fünf in Norwegen und Rang neun im Vereinigten Königreich. In den US-amerikanischen Jahrescharts 1992 belegte Some Gave All Position vier und 1993 Platz fünf.
| ChartsChartplatzierungen       | Höchstplatzierung | Wochen |
| ------------------------------ | ----------------- | ------ |
| Deutschland (GfK)              | 48 (10 Wo.)       | 10     |
| Österreich (Ö3)                | 32 (6 Wo.)        | 6      |
| Schweiz (IFPI)                 | 34 (2 Wo.)        | 2      |
| Vereinigtes Königreich (OCC)   | 9 (10 Wo.)        | 10     |
| Vereinigte Staaten (Billboard) | 1 (97 Wo.)        | 97     |

| ChartsJahrescharts (1992)      | Platzierung |
| ------------------------------ | ----------- |
| Vereinigte Staaten (Billboard) | 4           |

| ChartsJahrescharts (1993)      | Platzierung |
| ------------------------------ | ----------- |
| Vereinigte Staaten (Billboard) | 5           |

Als erste Single des Albums erschien am 23. März 1992 der Song Achy Breaky Heart, der Platz vier der US-amerikanischen Singlecharts erreichte. Die zweite Auskopplung Could’ve Been Me wurde am 22. Juli 1992 veröffentlicht und belegte Rang 72 in den Vereinigten Staaten. Es folgte das Lied Wher’m I Gonna Live? am 17. Oktober 1992, das die Charts verpasste. Als vierte Single erschien These Boots Are Made for Walkin’ am 1. November 1992, das Position 63 im Vereinigten Königreich belegte. Zudem wurde am 23. Januar 1993 der Song She’s Not Cryin’ Anymore ausgekoppelt, der Platz 70 der US-Charts erreichte.

### Auszeichnungen für Musikverkäufe
Some Gave All wurde im Jahr 1996 in den Vereinigten Staaten für mehr als neun Millionen verkaufte Einheiten mit einer neunfachen Platin-Schallplatte ausgezeichnet. Mit weltweit rund 20 Millionen Verkäufen zählt es zu den meistverkauften Musikalben der Geschichte.
| Professionelle Bewertungen | Professionelle Bewertungen |
| -------------------------- | -------------------------- |
| Kritiken                   |                            |
| Quelle                     | Bewertung                  |
| allmusic                   | [ 12 ]                     |
| Rolling Stone              | [ 13 ]                     |

| Land/Region                  | Auszeichnungen für Musikverkäufe (Land/Region, Auszeichnung, Verkäufe) | Verkäufe   |
| ---------------------------- | ---------------------------------------------------------------------- | ---------- |
| Australien (ARIA)            | 3× Platin                                                              | 210.000    |
| Dänemark (IFPI)              | Platin                                                                 | 80.000     |
| Kanada (MC)                  | Diamant                                                                | 1.000.000  |
| Neuseeland (RMNZ)            | Platin                                                                 | 15.000     |
| Vereinigte Staaten (RIAA)    | 9× Platin                                                              | 9.000.000  |
| Vereinigtes Königreich (BPI) | Gold                                                                   | 100.000    |
| Insgesamt                    | 1× Gold · 14× Platin · 1× Diamant ·                                    | 10.405.000 |